# Année internationale du microcrédit
L'année 2005 a été déclarée « Année internationale du microcrédit » par l'Assemblée générale de l'Organisation des Nations unies pour « éliminer les obstacles qui excluent une part de la population d'une pleine participation au secteur financier ». 
Le microcrédit est considéré par cette instance comme un outil majeur du développement.
2005 est aussi l'Année internationale du sport et de l'éducation civique.